# Virgil I. Grissom

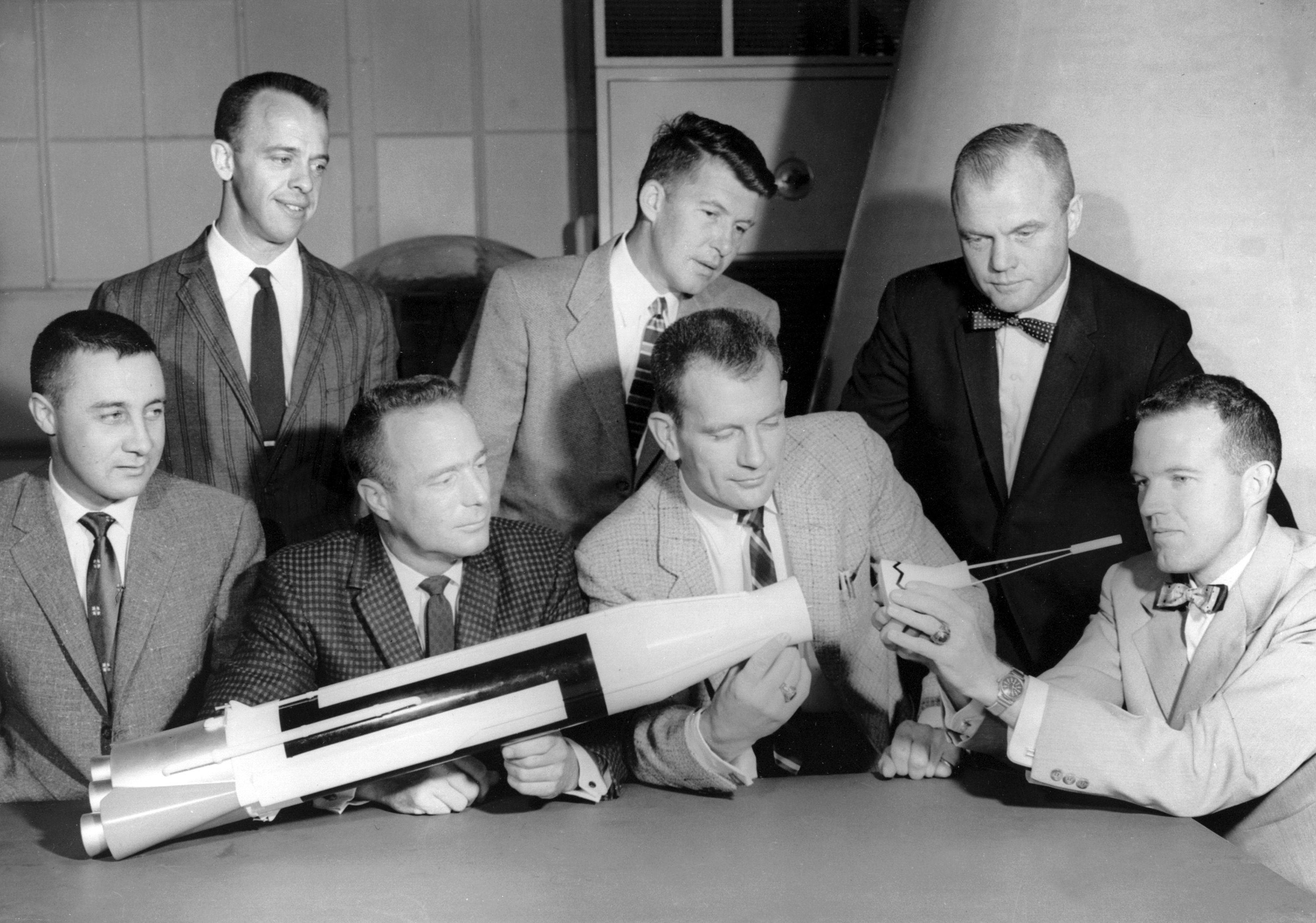
Astronautas del Programa Mercury con un modelo del Cohete Atlas, 12 de julio de 1962. Grissom aparece en la extrema izquierda.

Virgil Ivan "Gus" Grissom (estado de Indiana, 3 de abril de 1926 - Cabo Cañaveral, 27 de enero de 1967) fue un piloto y astronauta estadounidense.
«Gus» Grissom fue el segundo astronauta estadounidense durante los vuelos del Proyecto Mercury, integrante del grupo conocido como «Mercury Seven», los primeros astronautas estadounidenses, y una de las tres primeras víctimas de la carrera espacial estadounidense, junto a Edward White y Roger Chaffee en el incendio del Apolo 1. Entre sus logros se encuentra el ser el primer astronauta en volar dos misiones, así como ser el primer hombre que voló dos veces más allá del límite aceptado del espacio en una cápsula espacial.

## Semblanza
Grissom nació en Mitchell, Indiana, el 3 de abril de 1926, siendo el segundo hijo de Dennis David Grissom (1903-1994) y de Cecile King Grissom (1901-1995). Su padre era el responsable de circulación del ferrocarril Baltimore-Ohio, y su madre ama de casa. Su hermana mayor murió poco antes de su nacimiento, siendo seguido por tres hermanos menores, Wilma, Norman y Lowell. Siendo niño asistió a la Iglesia de Cristo local, donde permaneció siendo miembro durante toda su vida y se unió a los Boy Scouts.
Grissom tenía un coeficiente intelectual de 145, asistió a escuelas primarias públicas, de donde pasó a la Mitchell High School de Indiana. Durante sus época de estudiante realizó trabajos a tiempo parcial en un aeropuerto local en Bedford (Indiana), por su interés en volar desde muy temprana edad.
Se graduó en la escuela superior de Mitchell, obteniendo posteriormente el diploma en ingeniería mecánica por la Universidad de Purdue, en 1950. Casado con Betty Moore Grissom, fue padre de dos hijos, Scott y Mark.

## Carrera militar

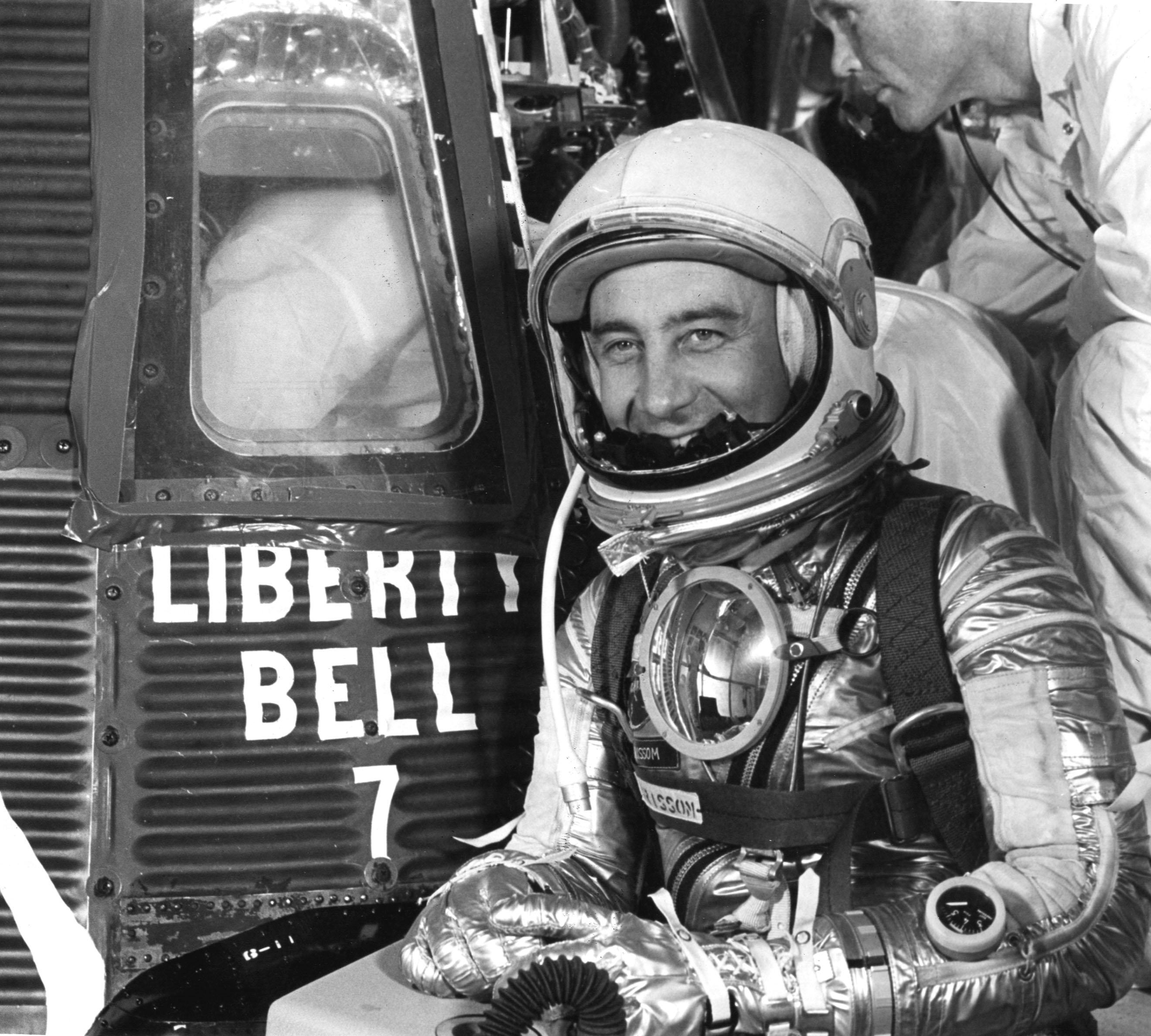
Grissom entrando en la cápsula Liberty Bell 7.

Grissom alcanzó en las fuerzas aéreas estadounidenses (USAF) el grado de teniente coronel. Desde el inicio de su carrera como piloto voló en 100 misiones de combate en Corea a bordo de los cazas F-86 del 334 escuadrón de cazas interceptores. Tras regresar de Corea pasó a trabajar como instructor de vuelo en Bryan, Texas.
En agosto de 1955, Grissom ingresó en el Instituto de Tecnología de las Fuerzas Aéreas, en la base de Wright-Patterson, Ohio, donde estudió ingeniería aeronáutica. En octubre de 1956 pasó a trabajar como piloto de pruebas en base de las Fuerzas Aéreas de Edwards en California, y volvió a Wright-Patterson como piloto de pruebas destinado en la sección de cazas.
Falleció en Cabo Cañaveral, Florida, el 27 de enero de 1967, junto con sus colegas Ed White y Roger Chaffee, en el incendio del Apolo 1.

## Eponimia
- El cráter lunar Grissom lleva este nombre en su honor.
- Grissom es el nombre oficial de un asteroide en el Cinturón de Asteroides, descubierto en 1963.
- Grissom Hill, en Marte, fue la nomenclatura oficial de la NASA el 27 de enero de 2004, en el 37 aniversario del incendio del Apolo1.
- el Virgil I. "Gus" Grissom Memorial Museum, en  Mitchell, Indiana, E.U.A., conmemora sus hazañas.
- Navi (Iván -uno de los nombres de Grissom- deletreado al revés), es el apodo  utilizado  para la estrella  Gamma Cassiopeiae. Grissom utilizó el nombre Navi, más otras dos nomenclaturas por sus compañeros White y Chaffe, como bromas, en sus mapas estelares, y los subsecuentes astronautas de misiones Apolo siguieron utilizando los nombres en memoria de Grissom y sus compañeros.

## Referencias

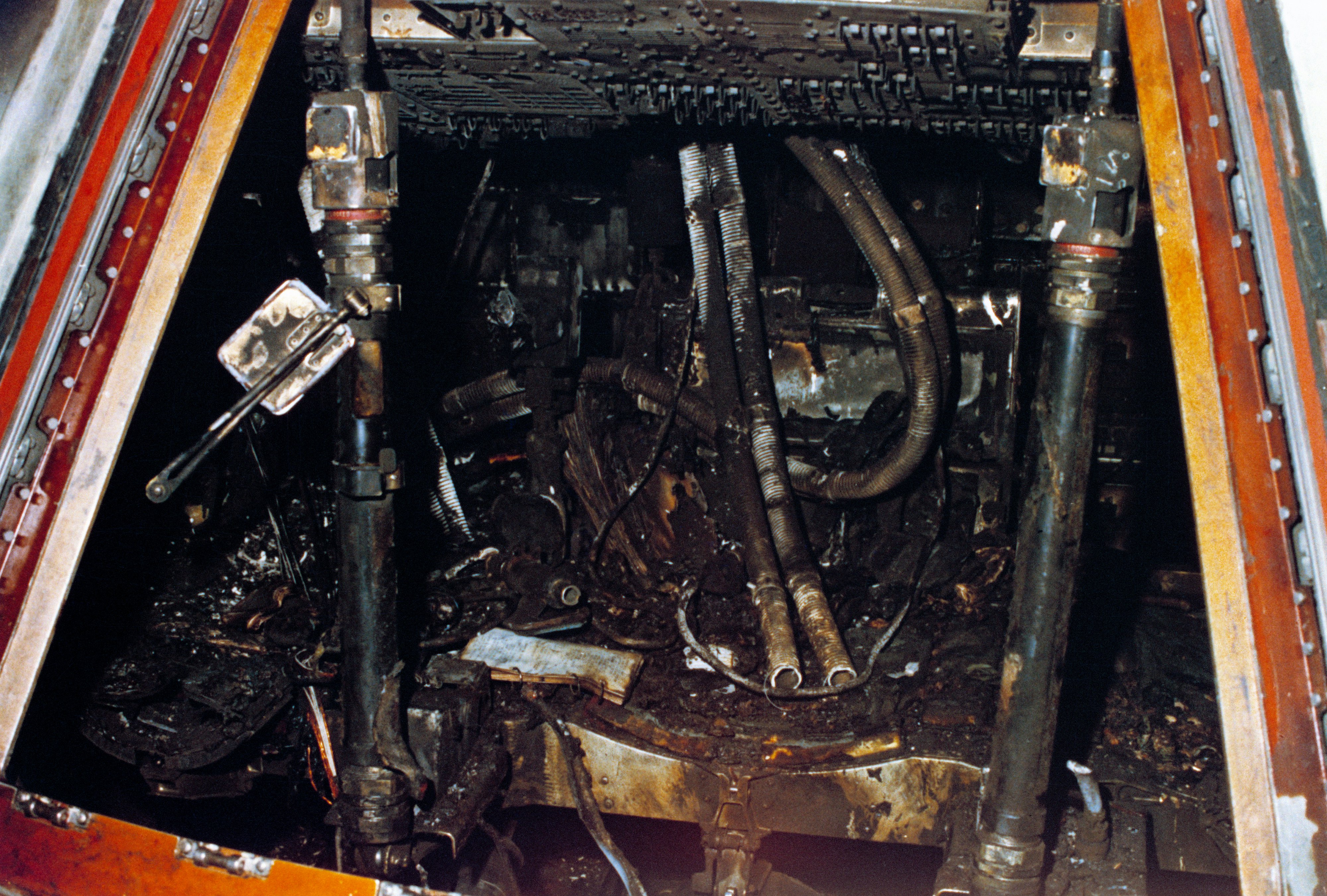
Restos carbonizados del Apolo 1 donde murió "Guss Grissom" y sus dos compañeros,Ed White y Roger Chaffee.